# Jacobaea
Genre
Classification phylogénétique
Jacobaea est un genre de plantes à fleurs de la famille des Asteraceae (Composées). C'est l'un des genres de séneçons, notamment des séneçon de Jacob et séneçon cinéraire.
La description de ce genre est très ancienne, puisqu'elle est due à Philip Miller en 1754 (réf. précise nécessaire car Miller semble plutôt décrire une Amaryllidaceae du nom de Jacobaea lily). Néanmoins, dès la fin du XIXe siècle jusqu'à la fin du XXe, ce genre n'était pas reconnu valide. Les espèces qui le composent étaient rangées dans le genre Senecio.
Ce n'est qu'à partir d'environ 2000 que des travaux ont permis de prouver la distinction entre le genre Jacobaea et le genre Senecio.

## Liste d'espèces
- Jacobaea abrotanifolia (L.) Moench - Séneçon à feuilles d'aurone
- Jacobaea adonidifolia (Loisel.) Pelser & Veldkamp  - Séneçon à feuilles d'Adonis
- Jacobaea alpina (L.) Moench  - Séneçon des Alpes
- Jacobaea aquatica (Hill) G.Gaertn. & al. - Séneçon aquatique
- Jacobaea ambigua (Biv.) Pelser & Veldkamp
- Jacobaea andrzejowskyi (Tzvelev) B.Nord. & Greuter
- Jacobaea argunensis (Turcz.) B.Nord.
- Jacobaea arnautorum (Velen.) Pelser
- Jacobaea auricula (Coss.) Pelser
- Jacobaea boissieri (DC.) Pelser
- Jacobaea borysthenica (DC.) B.Nord. & Greuter
- Jacobaea buschiana (Sosn.) B.Nord. & Greuter
- Jacobaea candida (C.Presl) B.Nord. & Greuter
- Jacobaea cannabifolia (Less.) E.Wiebe
- Jacobaea cilicia (Boiss.) B.Nord.
- Jacobaea delphiniifolia (Vahl) Pelser & Veldkamp
- Jacobaea erucifolia (L.) G.Gaertn. & al. - Séneçon à feuilles de Roquette
- Jacobaea ferganensis (Schischk.) B.Nord. & Greuter
- Jacobaea gallerandiana (Coss. & Durieu) Pelser
- Jacobaea gibbosa (Guss.) B.Nord. & Greuter
- Jacobaea gigantea (Desf.) Pelser
- Jacobaea gnaphalioides (Spreng.) Veldkamp
- Jacobaea incana (L.) Veldkamp - Séneçon blanchâtre
- Jacobaea inops (Boiss. & Balansa) B.Nord.
- Jacobaea leucophylla (DC.) Pelser
- Jacobaea lycopifolia (Poir.) Greuter & B.Nord. - Séneçon à feuilles blanchâtres
- Jacobaea maritima (L.) Pelser & Meijden - Séneçon cinéraire
- Jacobaea maroccana (P.H.Davis) Pelser
- Jacobaea minuta (Cav.) Pelser & Veldkamp
- Jacobaea mollis (Willd.) B.Nord.
- Jacobaea mouterdei (Arènes) Greuter & B.Nord.
- Jacobaea ornata (Druce) Greuter & B.Nord.
- Jacobaea othonnae (M.Bieb.) C.A.Mey.
- Jacobaea paludosa (L.) G.Gaertn. & al. - Séneçon des marais
- Jacobaea persoonii (De Not.) Pelser - Séneçon de Persoon
- Jacobaea samnitum (Nyman) B.Nord. & Greuter
- Jacobaea sandrasica (P.H.Davis) B.Nord. & Greuter
- Jacobaea schischkiniana (Sofieva) B.Nord. & Greuter
- Jacobaea subalpina (W.D.J.Koch) Pelser & Veldkamp
- Jacobaea trapezuntina (Boiss.) B.Nord.
- Jacobaea uniflora (All.) Veldkamp - Séneçon de Haller
- Jacobaea vulgaris Gaertn. - Séneçon de Jacob

## Liste des espèces, sous-espèces et variétés
Selon NCBI (11 févr. 2011) :
- Jacobaea abrotanifolia
- Jacobaea adonidifolia
- Jacobaea alpina
- Jacobaea ambigua
  - sous-espèce Jacobaea ambigua subsp. ambigua
  - Senecio ambiguus subsp. nebrodensis
- Jacobaea ambracea
- Jacobaea analoga
- Jacobaea aquatica
  - variété Jacobaea aquatica var. aquatica
- Jacobaea argunensis
- Jacobaea arnautorum
- Jacobaea boissieri
- Jacobaea cannabifolia
  - variété Jacobaea cannabifolia var. integrifolia
- Jacobaea carniolica
  - sous-espèce Jacobaea carniolica subsp. carniolica
  - sous-espèce Jacobaea carniolica subsp. insubrica
- Jacobaea delphiniifolia
- Jacobaea erucifolia
- Jacobaea gallerandiana
- Jacobaea gigantea
- Jacobaea gnaphalioides
- Jacobaea incana
  - sous-espèce Jacobaea incana subsp. incana
- Jacobaea leucophylla
- Jacobaea maritima
- Jacobaea maroccana
- Jacobaea minuta
- Jacobaea othonnae
- Jacobaea paludosa
- Jacobaea persoonii
- Jacobaea subalpina
- Jacobaea uniflora
- Jacobaea vulgaris
  - sous-espèce Jacobaea vulgaris subsp. dunensis
  - sous-espèce Jacobaea vulgaris subsp. gotlandica
  - sous-espèce Jacobaea vulgaris subsp. vulgaris

## Galerie

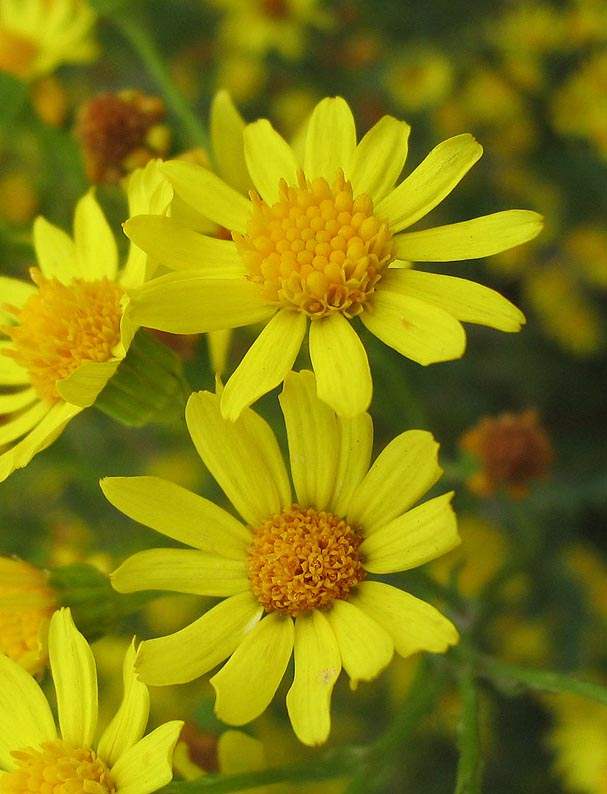
Séneçon de Jacob
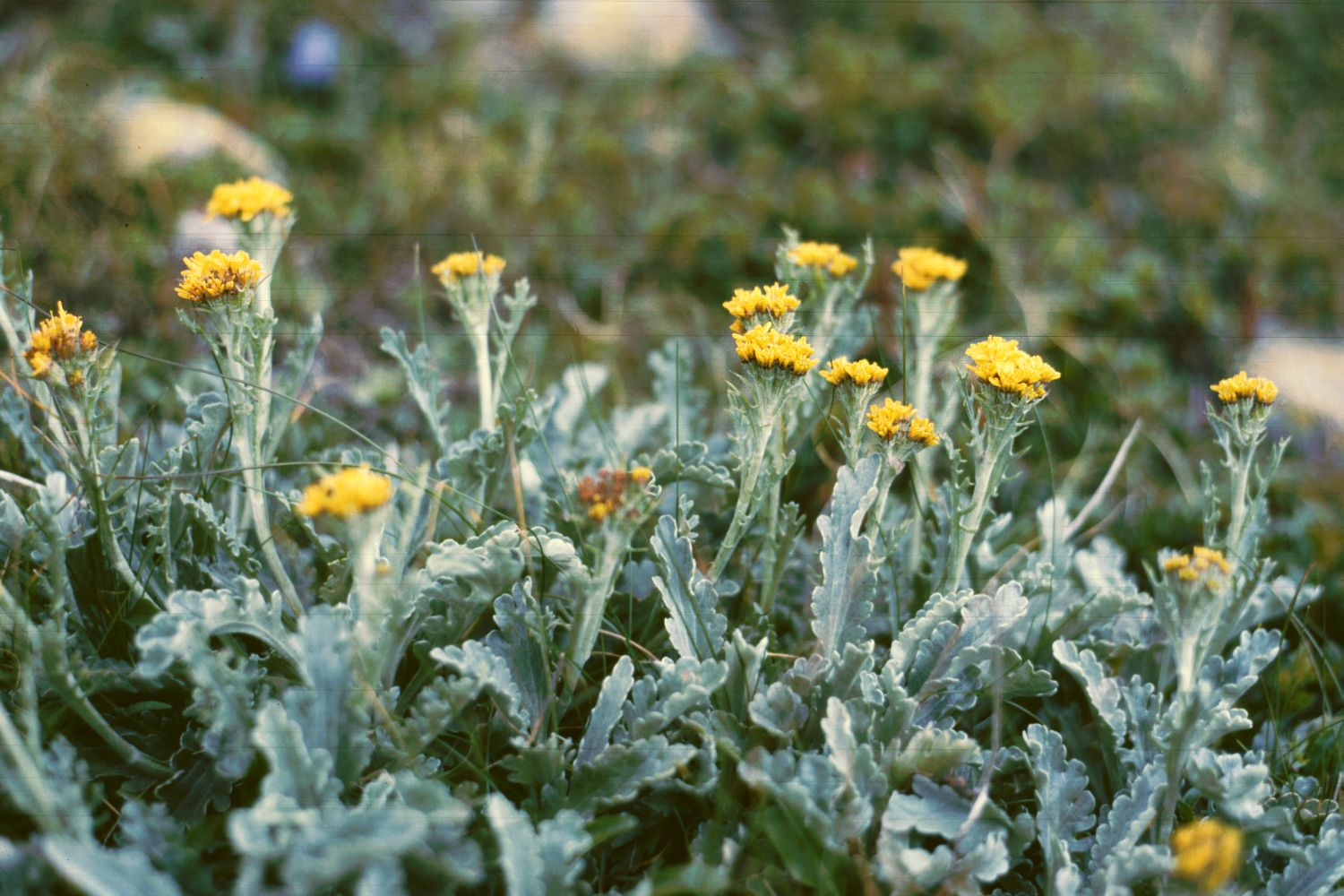
Séneçon blanchâtre
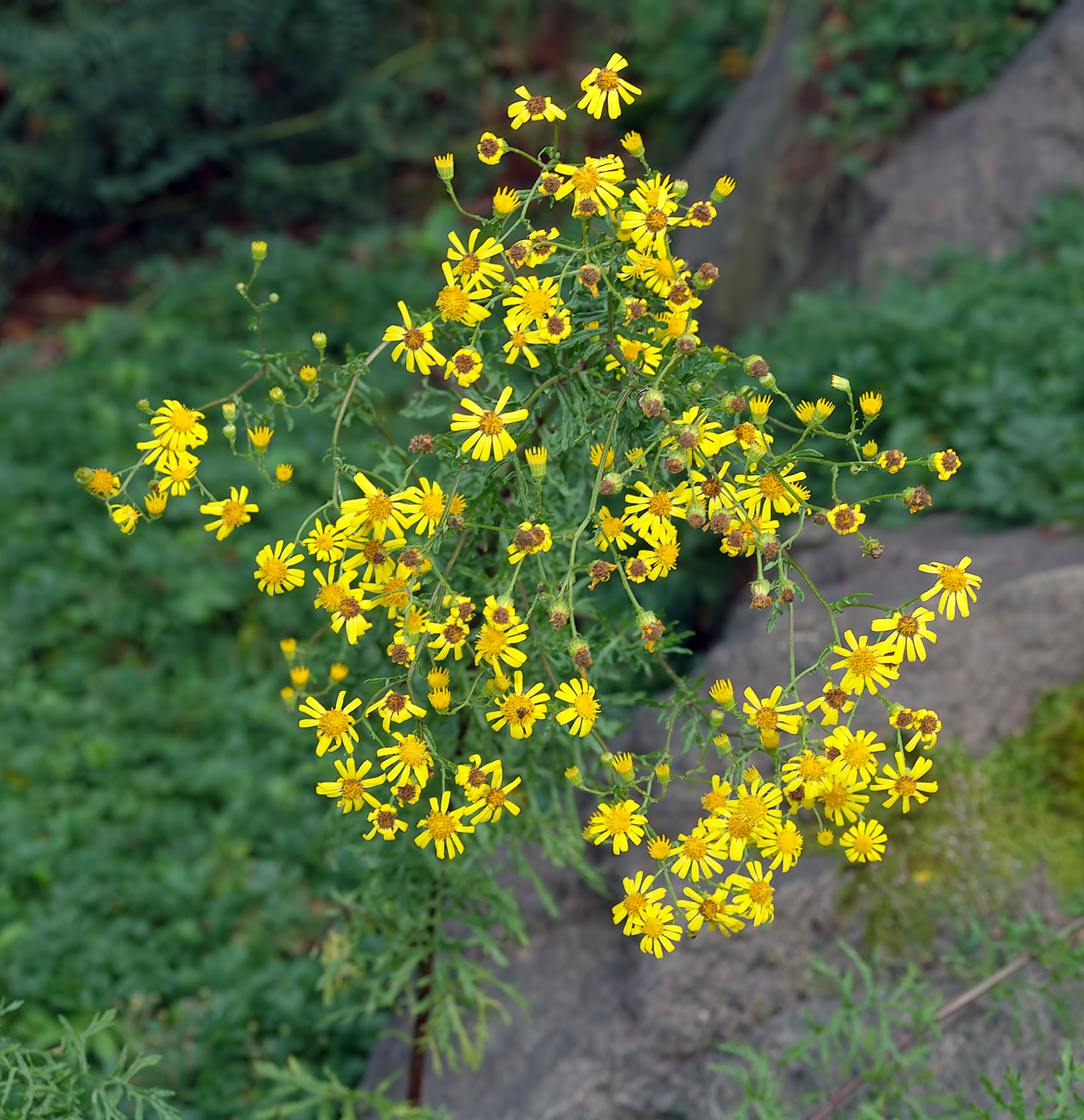
Séneçon à feuilles de Roquette